# Padmasambhava

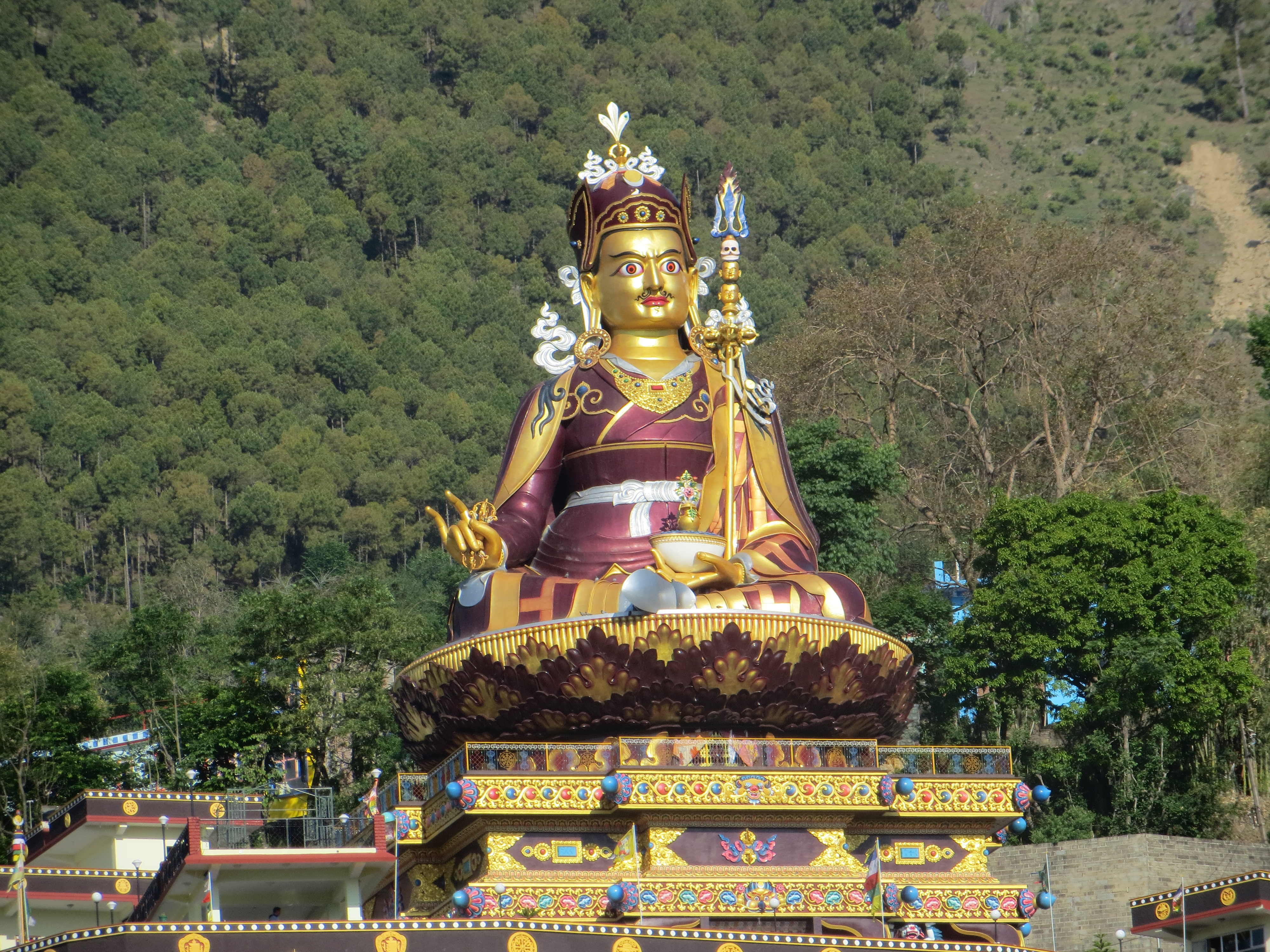
Statue monumentale à Rewalsar. Urgyen Menla, représentant Padmasambhava sous la forme du bouddha de médecine tenant un rameau de myrobolan.

Padmasambhava (littéralement né du lotus, sanskrit : पद्मसम्भव Padmasambhava, traduit en tibétain : པདྨ་འབྱུང་གནས།, Wylie : pad+ma-'byung-gnas (EWTS), pinyin tibétain : bämajungnä ou en chinois traditionnel : 蓮花生 ; pinyin : Liánhuāshēng) est un maître bouddhiste du VIIIe siècle né probablement durant le premier quart de ce siècle, dans la vallée de Swat au Pakistan aussi appelé Guru Rinpoché (« précieux maître »). Il est considéré comme le fondateur du bouddhisme tibétain, et a dirigé la traduction de textes bouddhistes en tibétain. Son premier projet était la construction, à la demande du roi Trisong Detsen, du premier monastère bouddhiste à Samyé alors dans l'empire du Tibet.
Un certain nombre de légendes ont grandi autour de la vie et les actes de Padmasambhava, et il est largement vénéré comme un « second Bouddha » à travers le Tibet, le Népal, le Bhoutan et les États himalayens de l'Inde.
Les membres de l'école Nyingma le considèrent comme le fondateur de leur tradition. Dans le bouddhisme tibétain, il est associé à la littérature des trésors cachés ou termas, et serait une émanation d'Amitabha lié à des tertöns à qui il apparaîtrait dans des rencontres visionnaires et la pratique du gourou yoga, en particulier dans les écoles Nyingma et Rimé.

## Biographie
Selon la vie légendaire de Padmasambhava, ce dernier est né quelques années après le Parinirvâna du Bouddha,
comme une réincarnation de Bouddha Shakyamuni,, sous forme miraculeuse au milieu d'un lac dans le royaume d'Oddiyana situé dans l'actuelle vallée du Swat. Il aurait vécu de nombreux siècles avant de venir au Tibet. Pour les Tibétains dans la lignée du Dzogchen Nyingmapa, le Bouddha Shakyamuni représente le principe du Bouddha qui donne tous les enseignements fondamentaux rassemblés dans les sutra. Padmasambhava est un avec le Bouddha Shakyamuni mais représente le principe, plus élevé encore, du maître qui révèle tous les enseignements à caractère initiatique des tantras. En d'autres termes, ils ne sont pas différents mais Bouddha Shakyamuni représente l'aspect exotérique du bouddhisme alors que Padmasambhava représente l'aspect ésotérique,,.
Padmasambhava n'est pas seulement le fondateur du bouddhisme au Tibet, il est également à l'origine de la tradition terma ou « Trésors spirituels » transmis par ceux qui les découvrent, les Tertöns de l'école nyingmapa. À plusieurs reprises dans ses enseignements Padmasambhava prophétisa la venue au Tibet des Karmapas de l'école Kagyu.
Selon la tradition, parmi ses nombreuses manifestations, on compte huit formes primaires. Padmasambhava est apparu sur terre incarné en un enfant de 8 ans dans une fleur de lotus (d’où le nom sanskrit de Padmasambhava) flottant sur le lac Dhanakosha (en), dans le royaume d'Oddiyana situé dans le Gandhâra, aujourd'hui au Pakistan (précisément dans la vallée du Swat), près de sa frontière avec l'Afghanistan. Indrabhûti, le roi d'Oddiyana, très impressionné par cette apparition miraculeuse, l'aurait reconnu comme héritier.
Lors d'une manifestation ultérieure et selon la tradition, Padmasambhava, eut comme disciple fervente une princesse indienne, Mandarava. Le roi son père en fut furieux et décida de le brûler ; mais l’ascète survécut sain et sauf, et du bûcher émergea un lac qui fut appelé Rewalsar ou Tsopéma. Les deux se sont échappés pour s'entraîner à la grotte de Maratika au Népal. Le lac est un objet de vénération et donc considéré comme sacré et attire les pèlerins. Autour du lac, de dimensions plutôt modestes, s’élèvent différents temples et une colosse du Padmasambhava.
Accusé du meurtre d'un ministre malfaisant, Padmasambhava est banni de la cour et choisit alors de vivre - comme Shiva -  dans les cimetières et de s'astreindre à l'ascèse et à la pratique du yoga. Il aurait aussi étudié à Nâlandâ au Bihar les enseignements de Shantarâkshita. La capacité de Padmasambhava à mémoriser et comprendre les textes ésotériques après une seule écoute établit sa réputation comme maître parmi les maîtres.
Toujours d'après la tradition, sa renommée atteint alors le Tibet et Trisong Detsen, le 38e souverain du pays, dont le royaume est assailli par des déités malfaisantes de la montagne. Il l'invite vers 750 à utiliser ses pouvoirs pour les soumettre conformément aux principes tantriques, en les réorientant vers la pratique du dharma au lieu de les éliminer. Il fonde alors au Tibet le premier monastère du pays, Samyé Gompa, procède à l'initiation des premiers moines et répand dans le peuple la pratique du bouddhisme tantrique.
Au Tibet, on lui attribue 25 disciples directs et le roi, tous dotés de pouvoirs extraordinaires selon les textes tibétains.
Peu après son arrivée au Tibet, le roi Trisong Detsen lui offrit en présent sa femme, la  dâkinî Yeshe Tsogyal, épousée deux ans plus tôt. Cet acte de générosité fit scandale et suscita la colère des ministres restés fidèles à la religion Bön. Le couple tantrique dut fuir à Tidro, dans une grotte située au nord-est de Lhasa, jusqu’à ce que les esprits se soient apaisés. Yeshe Tsogyal est devenue le premier disciple, son biographe, un maître accompli, et est considérée comme la mère du bouddhisme tibétain.

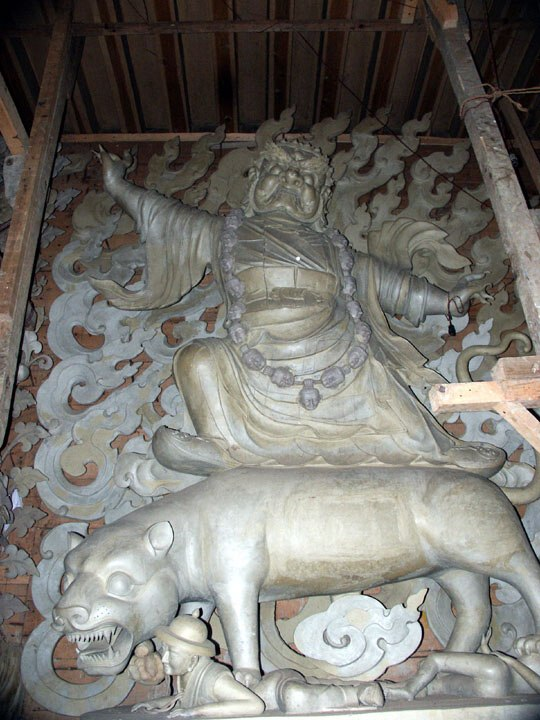
Dorje Drolö, la forme la plus courroucée de Padmasambhava, manifestation de la folle sagesse, qui incarne les forces de l'intuition et de la compassion au-delà de la logique et des conventions.

Dans une autre manifestation au Bhoutan, Padmasambhava est associé au célèbre monastère de Taktsang ou « nid du tigre » construit au sommet d'une falaise surplombant de 500 m la vallée de Paro. Il serait venu là, d'après la tradition, depuis le Tibet sur le dos de sa parèdre tibétain, la dâkinî Tashi Kyeden, qu'il a transformée en tigresse volante pour effectuer ce voyage. C'est sous cette forme de Dorje Drolö courroucée qu'il aurait là soumis toutes les forces négatives de la région.
Dans l'histoire du Sikkim le passage du maître indien Padmasambhava s'est produit au IXe siècle. On rapporte que Padmasambhava y aurait béni la terre, introduit le bouddhisme et annoncé l'ère de la monarchie qui arrivera des siècles plus tard.
En Inde, on le connaît sous les noms de Padmâkara, Padmavajra, Suroruha et Vararuchi.
Matthieu Ricard déclare :

« Au Tibet, Padmasambhava, Né-du-Lotus, le plus souvent connu sous le nom de Guru Rinpoché, le « précieux maître », est révéré comme un second Bouddha. [...] Pour les Tibétains, Padmasambhava est considéré comme une manifestation du Bouddha Shakyamuni. En effet, dans la Parinirvâna, on trouve une prédiction dans laquelle  Shakyamuni annonce qu'il reviendra par une naissance immaculée afin de répandre les enseignements des tantras. »

En effet, dans le Sutra des prédictions de Maghada et dans le Sutra du nirvāna , le Bouddha Shakyamuni déclare qu'il reviendra sous une forme plus puissante, quelques années après le Parinirvâna pour donner des enseignements plus élevés. Enfin, le Tantra de la personnification parfaite de la nature inégalée dit:

« Huit ans après mon passage en nirvana

Je réapparaîtrai dans le pays Oddiyana,

Portant le nom de Padmasambhava.

Je deviendrai le seigneur des enseignements du Mantra secret »

Philippe Cornu écrivit :

« Padmasambhava, que tous les tibétains nomment d'ailleurs Guru Rinpoché,  « Le Précieux Guru », est bien plus que le personnage historique dont les tibétologues s'accordent à reconnaître le passage bref au Tibet au VIIIe siècle [...]
N'est-il pas considéré comme le second Bouddha, avec la mission d'enseigner le Tantra? 
Padmasambhava est en vérité le symbole vivant du bouddhisme tibétain, la personnification du principe essentiel de la transmission des enseignements tantriques et du Dzogchen, c'est-à-dire le Maître par excellence. »

## Statues représentant Padmasambhava
Les statues représentant Padmasambhava renferment parfois des reliques et des textes du dharma notamment lorsqu'elles ont été consacrées par des Lamas.
En 2012, sur les rives du lac Tso Pema à Rewalsar, en Inde, une statue monumentale de Padmasambhava, mesurant 42 mètres (ou 123 pieds), a été consacrée par le 14e dalaï-lama. La construction a été lancée par Wangdor Rinpoché, le khenpo du monastère de Zigar Orgyen Choekorling à Tso Pema.
En mai 2007, le Centre tibétain pour les droits de l'homme et la démocratie (TCHRD) affirme que la police armée chinoise a démoli une statue  monumentale de Padmasambhava au monastère de Samyé et que les blocs de la destruction de la statue ont été transportés en un endroit inconnu. La statue avait été construite avec les fonds généreusement donnés par deux passionnés chinois de la ville industrialisée de Guangzhou de la province du Guangdong.

## Célébrations
Selon le calendrier lunaire tibétain, le 10e jour du 5e mois de l'année du singe est habituellement célébré comme la naissance de Guru Rinpoché et considéré comme de bon augure car il survient une fois dans un cycle de 12 ans. Dans une pareille occasion, le 14 juillet 2016, le 14e dalaï-lama donna un enseignement à Tso Péma.

## Mantra

### Mantra court
ཨོཾ་ཨཿཧཱུྂ་བཛྲ་གུ་རུ་པདྨ་སིདྡྷི་ཧཱུྂ༔
OM ĀH HŪM VAJRA GURU PADMA SIDDHI HŪM 
(prononciation à la tibétaine : Om ah houng benza gourou péma siddhi houng)

### Mantra long
OM ĀH HŪM VAJRA GURU PADMA TÖ TRENG TSAL VAJRA SAMAYA DZA SIDDHI PALA HŪM ĀH 

### Prière en 7 vers
Phonétique :

HŪM

ORGYEN YUL GYI NUB CHANG TSAM

PÉMA KESAR DONGPO LA

YA TSEN CHOG GI NGÖ DRUP NYÉ

PÉMA JUNG NÉ SHYÉ SU DRAK

KHOR DU KHANDRO MANG PÖ KOR

KHYÉ KYI JÉ SU DAK DRUP KYI

CHIN GYI LAP CHIR SHEK SU SOL

GURU PEMA SIDDHI HŪM
Traduction (Rigpa, 2005) :

HŪM 

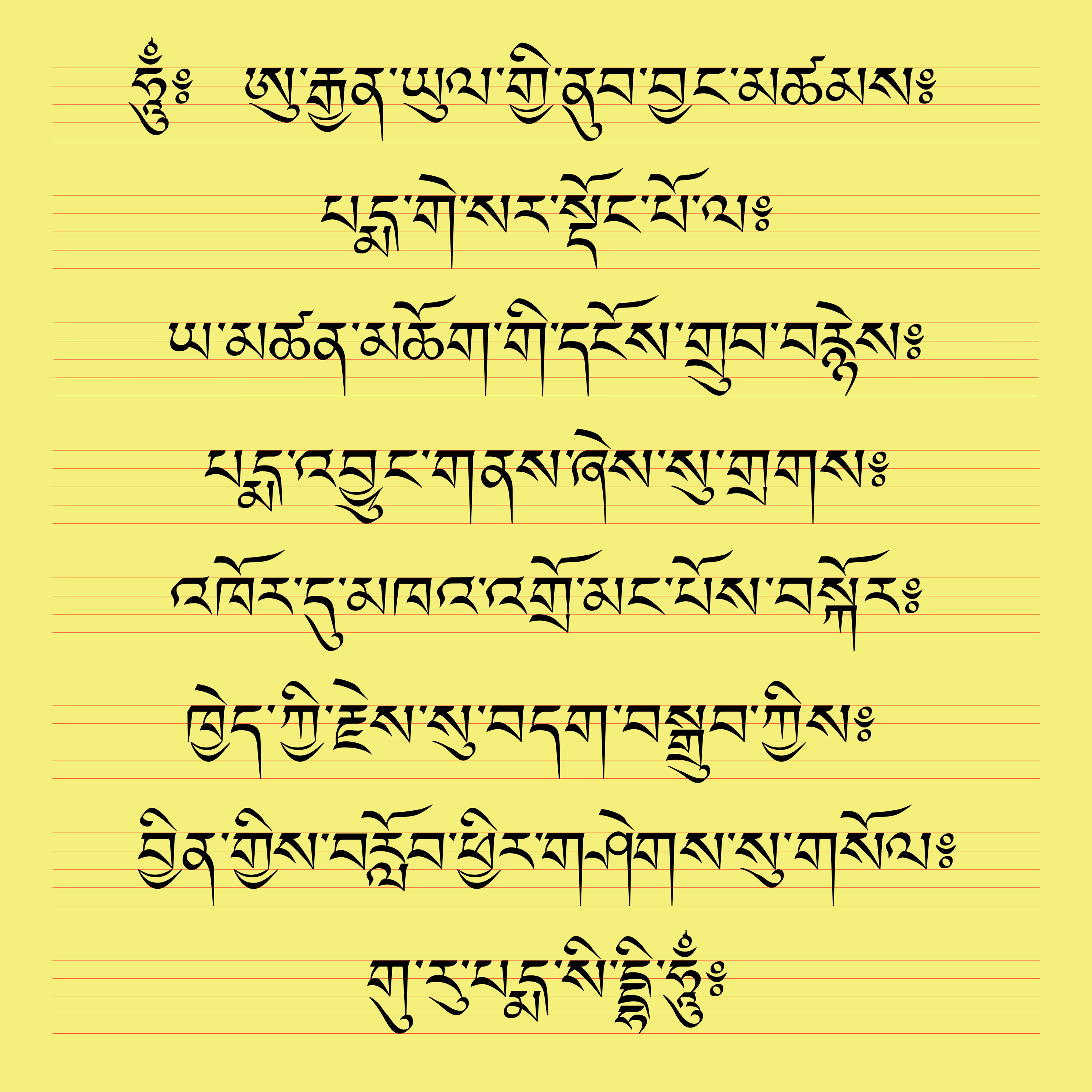

Aux confins nord-ouest du pays d'Oddiyāna,

Au cœur d'une fleur de lotus,

Doué du merveilleux et suprême accomplissement,

Tu es connu sous le nom de « né du lotus »

Une assemblée de nombreuses dākinīs t'entoure ;

Je te suis afin d'accomplir ta nature ;

Je t'en prie : viens me bénir de ta grâce !

GURU PADMA SIDDHI HŪM